# Cantoin

Cantoin este o comună în departamentul Aveyron din sudul Franței. În 1 ianuarie 2022 avea o populație de 312 de locuitori.